# Roberto Alomar
Pour les articles homonymes, voir Alomar.
Roberto Alomar, né le 5 février 1968 à Ponce (Porto Rico), est un joueur portoricain de baseball qui évolua dans la Ligue majeure de baseball de 1988 à 2004.
Alomar remporte dix Gants dorés comme meilleur joueur de deuxième but défensif, un record. Il mérite quatre Bâtons d'argent du meilleur deuxième but offensif et gagne les Séries mondiales de 1992 et 1993 avec les Blue Jays de Toronto. Il termine sa carrière avec 2379 coups sûrs, une moyenne au bâton de 0,300 et douze sélections au match des étoiles.
En 2011, il est élu au Temple de la renommée du baseball.

## Carrière

### Padres de San Diego
Roberto Alomar devient titulaire chez les Padres de San Diego dès l'âge de vingt ans. Il décroche la première de ses douze sélections consécutives au match des étoiles en 1990 puis est transféré chez les Blue Jays de Toronto.

### Blue Jays de Toronto
Chez les Blue Jays, Alomar gagne le premier de ses dix Gants dorés de meilleur deuxième but défensif en 1991 et remporte deux Séries mondiales (1992 et 1993).
Le 8 juin 1991, il vole 4 buts dans un même match face aux Orioles de Baltimore pour égaler un record de franchise des Blue Jays qu'il partage maintenant (en 2013) avec Dámaso García, Dave Collins, Otis Nixon et Rajai Davis.

### Orioles de Baltimore

#### Incident avec l'arbitre John Hirschbeck
Alomar signe chez les Orioles de Baltimore en 1996. Outre les deux participations en séries éliminatoires, une controverse marque le passage d'Alomar à Baltimore et ternit grandement son image : au cours d'un match contre son ancienne équipe, les Blue Jays de Toronto, il s'emporte contre l'arbitre John Hirschbeck et lui crache au visage. Alomar est suspendu pour cinq rencontres. Alomar envenime la situation en déclarant après coup aux journalistes que Hirschbeck est irritable et que sa personnalité a changé depuis que son fils est décédé de la sclérose latérale amyotrophique. Le lendemain, Hirschbeck, informé des propos d'Alomar, est furieux et décide d'en venir aux coups avec le joueur des Orioles. Des témoins s'interposent pour empêcher la bagarre et Hirschbeck est remplacé par un autre arbitre pour le match de ce jour-là. Le syndicat des arbitres, jugeant la suspension trop clémente, menace de retirer ses membres des matchs en guise de protestation, mais optent plutôt pour une autre solution : les arbitres se présentent à un match Baltimore-Cleveland 17 minutes en retard, et retardent de dix minutes une partie New York-Texas. Dans les années qui suivent ces incidents, Hirschbeck et Alomar font la paix et s'associent pour récolter plus d'un quart de million de dollars pour la recherche sur la sclérose latérale amyotrophique.

### Indians de Cleveland
Roberto Alomar rejoint son frère Sandy Alomar, Jr. chez les Indians de Cleveland en 1999. Il dispute alors ses trois meilleures saisons comme l'indique sa troisième place en 1999 et sa quatrième place en 2001 au vote du joueur par excellence de la saison. Ses meilleurs classements restaient des sixièmes places en 1991, 1992 et 1993. Alomar et l'arrêt-court Omar Vizquel forment il est vrai un binôme particulièrement efficace chez les Indians. 

### Dernières saisons
Il termine sa carrière plus discrètement chez les Mets de New York, White Sox de Chicago et Diamondbacks de l'Arizona avec des moyennes au bâton de 0,266 en 2002, 0,258 en 2003 et 0,263 en 2004 après avoir aligné neuf saisons à plus de 0,300 avec un pic à 0,336 en 2001.

## Honneurs

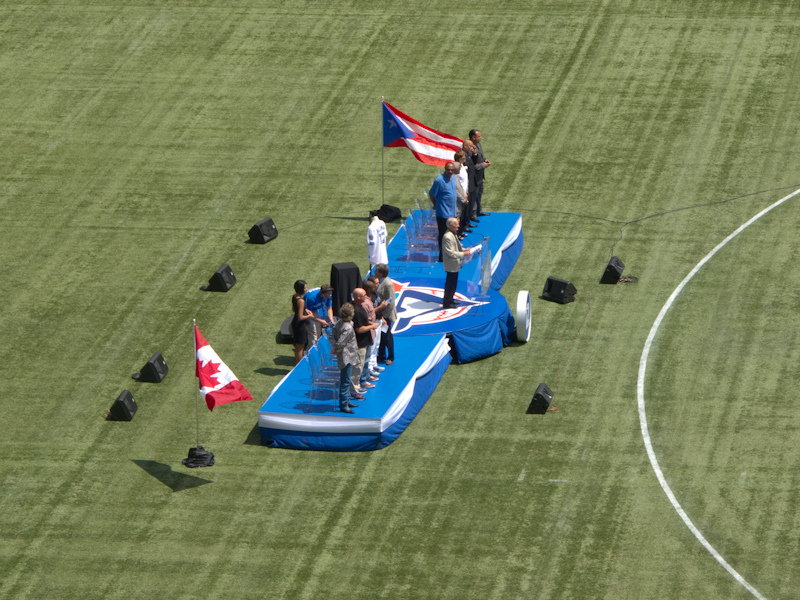
Cérémonie d'induction au Temple de la renommée.

Alomar est intronisé au Temple de la renommée du baseball canadien en 2010.
Roberto Alomar a été admissible pour la première fois au Temple de la renommée du baseball en 2010. À sa première année d'éligibilité, il a vu son nom apparaître sur 73,7 % des bulletins de vote, alors que la marque à atteindre pour entrer au Panthéon est de 75 %. Il est élu le 5 janvier 2011 alors qu'il domine le vote avec 90 % des voix. Il sera officiellement intronisé lors d'une cérémonie le 24 juillet 2011 à Cooperstown.
Le 19 juillet 2011, les Blue Jays annoncent qu'ils retireront le numéro 12 de Roberto Alomar lors d'une cérémonie au Centre Rogers de Toronto le 31 juillet suivant avant le match des Jays contre les Rangers du Texas. Ce sera la première fois qu'un joueur des Blue Jays voit son numéro retiré.
La Série des Caraïbes 2011 qui se déroule du 2 au 7 février à Mayagüez au Porto Rico lui est dédiée. À cette occasion, il est élu au Temple de la renommée du baseball portoricain en compagnie de Candy Maldonado et Carlos Baerga.